# Ceratobaeus acuminatus
Ceratobaeus acuminatus är en stekelart som först beskrevs av Charles Thomas Brues 1940.  Ceratobaeus acuminatus ingår i släktet Ceratobaeus och familjen Scelionidae. Inga underarter finns listade i Catalogue of Life.